# Quaestus sellai
Quaestus sellai es una especie de escarabajo del género Quaestus, familia Leiodidae. Fue descrita por Bolívar y Pieltain en 1923.

## Distribución
Se encuentra en España.